# 원북초등학교
원북초등학교는 대한민국 충청남도 태안군 원북면 반계리에 있는 공립 초등학교이다.

## 학교 연혁
| 1932년 | 6월 11일 | 원북공립보통학교 개교(설립인가 5월 17일) |
| 1938년 | 4월 1일  | 원북공립심상소학교로 개칭                |
| 1941년 | 4월 1일  | 원북공립국민학교로 개칭                  |
| 1947년 | 9월 1일  | 방갈국민학교, 신두국민학교 분리          |
| 1968년 | 3월 1일  | 대기국민학교 분리                        |
| 1969년 | 3월 1일  | 이화국민학교 분리                        |
| 1993년 | 9월 1일  | 신두국민학교 통폐합                      |
| 1994년 | 3월 1일  | 이화분교장 편입                          |
| 1996년 | 3월 1일  | 원북초등학교로 개칭                      |
| 1999년 | 3월 1일  | 이화분교장 통폐합                        |
| 2012년 | 3월 1일  | 학생오케스트라 창단(교육과학기술부 선정) |
| 2016년 | 2월 5일  | 제81회 졸업생 19명 배출(총 5,133명)      |
| 2016년 | 3월 1일  | 초등학교 10학급(본교 7, 분교3)           |
| 2016년 | 3월 1일  | 유치원 3학급(본교2, 분교1)               |
| 2017년 | 2월 9일  | 제82회 졸업생 18명 배출(총 5,151명)      |
| 2017년 | 3월 1일  | 초등학교 10학급(본교 7, 분교3)           |
| 2017년 | 3월 1일  | 유치원 3학급(본교2, 분교1)               |

## 참고 자료
- 원북초등학교 - 한국교육학술정보원 학교알리미